# Gymnophobie
La gymnophobie est la phobie de la nudité. La nudophobie en est un quasi-synonyme, mais davantage lié à la culture : c'est la crainte ou la réprobation de la nudité humaine, spécialement la nudité intégrale, le nudisme ou le naturisme. 

## Série télévisée

Arrested Development.

La gymnophobie a été rendue célèbre notamment par la série télévisée Arrested Development, où l'un des personnages, Tobias, en est atteint[réf. nécessaire]. Cette phobie, quand elle n'est pas due à la religion, a souvent pour origine un sentiment de ne pas correspondre à une image d'un corps idéalisé par les médias[réf. nécessaire].